# Gunnar Norgren
Hans Gunnar Christian Norgren, född 15 oktober 1943 i Skeppsholms församling i Stockholm, död 31 mars 2017 i Nyköpings Sankt Nicolai distrikt i Södermanlands län, var en svensk mördare som blev rikskänd 1966 när han greps och dömdes för mordet på polisen Ragnar Sandahl. Norgren var i sammanhanget ute på en brottsräd tillsammans med kumpanen Clark Olofsson. Han dömdes till lagens strängaste straff men rymde från fängelset i Västervik två år senare. Han greps igen efter 36 timmar och dömdes till ytterligare 12 års internering efter mordförsök på en polis i samband med flykten.

## Biografi
Det var den 29 juli 1966 som polismannen Ragnar Sandahl sköts med en kpist i samband med ett inbrott i en cykelaffär på Skjutsaregatan i Nyköping. Mördaren hette Gunnar Norgren, den andre inbrottstjuven var Clark Olofsson, som i och med händelsen inledde sin bana som riksbekant brottsling. Norgren greps den 16 augusti i en lägenhet på Utåkersgatan 4 i Göteborgsstadsdelen Kålltorp och erkände senare mordet. Lägenheten tillhörde en pojkvän till Olofssons syster. Norgren gav sig först sedan polisen skjutit flera skott genom dörren till lägenheten. 
Olofsson hade gått ut för att uträtta ett ärende och fick troligen syn på den stora folksamlingen utanför lägenheten. Han lyckades hålla sig undan i några veckor, men greps till slut vid ett dramatiskt tillslag i skogen vid Västra Frölunda. Olofsson sköt mot en civil polisman, som dock klarade sig utan skador. Olofsson dömdes senare till åtta års fängelse, Norgren till tolv vilket var det strängaste straff en svensk domstol kunde döma vid den tiden. Norgren började avtjäna sitt straff på Hallanstalten, men flyttades senare till Västervik.
Två år senare, den 4 juli 1968, rymde Norgren från fängelset i Västervik. På förmiddagen klockan 10.45 den 4 juli när Norgren enligt rutinen skulle flyttas från fängelsets konfektionsverkstad till huvudbyggnaden slet han sig loss från sin vaktman och lyckades ta sig över muren och försvann ut mot Karstorp där den unge och ledige polismannen, 22-åriga Christer Ekström, konfronterades med Norgren. Norgren drog fram en saxskänkel och högg Ekström allvarligt i mage och ansikte.
Knivattacken blev början på en intensiv jakt och 36 timmar efter rymningen greps Norgren på järnvägsspåret mellan Västervik och Almvik efter tips från allmänheten. Efter gripandet dömdes han vid Västerviks häradsrätt till ytterligare tolv års internering. De två och halvt år han avtjänat för mordet på polismannen i Nyköping fick han inte tillgodoräkna sig. Polisen Christer Ekström tillerkändes ett skadestånd på 4 480 kronor.
Norgren kom under många år att sitta i isoleringscell på Västerviks fasta paviljong.

## Populärkultur
- En dröm om frihet (1969) - film med likheter med Nyköpingsdramat
- Clark (2022) - TV-serie där polismordet dramatiseras, Gunnar Norgren spelas av Emil Algpeus